# Тхилтацхаро
Тхилтацхаро (груз. თხილთაწყარო) — село в Грузії.
За даними перепису населення 2014 року в селі проживає 86 осіб.